# Interne Risikoberichterstattung
Die interne Risikoberichterstattung (oder: das interne Risikoreporting) dient Unternehmen zur Erfassung und Übermittlung von Informationen über Chancen und Risiken in Berichtsform und richtet sich an interne Entscheidungsträger.

## Beschreibung

### Einordnung in das Risikomanagementsystem
Das Risikomanagementsystem wird mit Hilfe der unternehmensspezifischen Risikopolitik und -strategie durch das Risikomanagement aufgebaut und ist nach Möglichkeit in die internen Prozesse eines Unternehmens zu integrieren, um so die Erkenntnisse der Risikomanagements in konkrete Maßnahmen übertragen zu können.
Das Risikomanagementsystem besteht aus einem Risikomanagementprozess, der sich aus den vier folgenden Bereichen zusammensetzt: Risikoidentifikation, Risikobeurteilung, Risikosteuerung und Risikoüberwachung.
Die interne Risikoberichterstattung dient den Unternehmen zur Dokumentation des gesamten Risikomanagementprozesses und unterstützt den Prozess phasenübergreifend. Des Weiteren stellt die interne Risikoberichterstattung einen Teil der Risikokommunikation dar, welche wiederum zwingende Voraussetzung für die Funktionsfähigkeit eines Risikomanagements ist.
Das Risikocontrolling ist für die Bereitstellung von Informationen an das Risikomanagement sowie für die Sicherstellung der Risikoberichterstattung im Unternehmen durch Nutzung vorhandener Reporting-Wege verantwortlich. Damit hat das Risikocontrolling die wesentliche Funktion, die Entscheidungen des Risikomanagements mithilfe seiner bereitgestellten Methoden und Instrumentarien vorzubereiten.

### Abgrenzung zur externen Risikoberichterstattung
Die interne Risikoberichterstattung unterscheidet sich von der externen Risikoberichterstattung insbesondere in ihrer Informationsdichte, ihrer Häufigkeit der Durchführung sowie um die zu erreichenden Adressaten.
Letztere stellen bei der internen Risikoberichterstattung die internen Entscheidungsträger des Unternehmens dar, während die Adressaten der externen Risikoberichterstattung z. B. Investoren, Anteilseigner, Banken, Lieferanten oder der Staat sein können.
Die interne Risikoberichterstattung wird im Vergleich zur externen Berichterstattung deutlich häufiger durchgeführt, da das Risikomanagement u. a. bei akut und plötzlich auftretenden Risiken schnell reagieren muss. Die externe Berichterstattung hingegen ist lediglich an die Geschäfts- und Quartalsberichterstattung gekoppelt und wird daher nicht so häufig durchgeführt.
Die Informationsdichte der beiden Risikoberichterstattungen unterscheidet sich dahingehend, dass die interne Risikoberichterstattung detaillierte und adressatenbezogene Informationen an die internen Entscheidungsträger des Unternehmens liefert, damit so die richtigen Steuerungsmaßnahmen getroffen werden können. Die externe Risikoberichterstattung hingegen kommuniziert die Risiken auf aggregierter Form nach außen. Daraus lässt sich ableiten, dass die interne Risikoberichterstattung die Grundlage für eine externe Risikoberichterstattung liefert.

## Aufgaben und Ziele der internen Risikoberichterstattung
Als Bestandteil des Risikocontrollings verfolgt die interne Berichterstattung teilweise die gleichen Ziele beziehungsweise unterstützt diese. Im Allgemeinen wird eine Verbesserung der Informationen in den entsprechenden Unternehmensbereichen angestrebt, sodass diese im Einklang die übergeordneten Unternehmensziele erreichen können. Dafür wird versucht, die innerbetrieblichen Prüfprozesse zu optimieren und zu unterstützen. Durch eine Steigerung der Transparenz können die verantwortlichen Mitarbeiter das Ausmaß und die Wirkung der vorherrschenden Risiken besser einschätzen und beurteilen. Damit sollen möglichst alle Mitarbeiter für einen bewussten Umgang mit den Risiken sensibilisiert werden. Das unterstützt Planungsaufgaben anderer interner Bereiche sowie Entscheidungsprozesse im Allgemeinen.
Die interne Risikoberichterstattung soll ein internes Warnsystem zur frühzeitigen Erkennung von Risiken entwickeln. Dabei sollen eingetretene Risiken nicht nur schnell eingedämmt, sondern sowohl risiko- als auch chancenrelevante Trends rechtzeitig erkannt werden.
Aus reiner betriebswirtschaftlicher Sichtweise wird auch auf die Reduzierung der Risikokosten (und damit verbunden auch die Kapitalkosten) abgezielt.
Zur Erfüllung dieser Ziele, lassen sich folgende Aufgaben des internen Berichtswesens zusammenfassen: Durch die Bereitstellung geeigneter risikorelevanter Informationen wirkt der Bericht für den Adressaten entscheidungsunterstützend (ex-ante). Dafür müssen die Informationen im Vorfeld gesammelt, in geeigneter Form aufbereitet und im Anschluss zielgerichtet verteilt werden. Zusätzlich wohnt dem Berichtswesen (ex-post) sowohl eine Dokumentationsfunktion der Risikopositionen als auch eine Kontrollfunktion inne. An zentraler Stelle werden sämtliche Daten zusammengetragen und in Abhängigkeit von Limits kontinuierlich überprüft.

## Ausgestaltung der internen Risikoberichterstattung

### Anforderungen an die interne Risikoberichterstattung
Zur Erfüllung der o. g. Funktionen werden an die interne Risikoberichterstattung folgende Anforderungen gestellt:
- Integration in das bestehende Berichtswesen: Um einerseits Synergien aus dem bestehenden Berichtswesen zu nutzen als auch die Risikoinformationen uneingeschränkt für die Entscheidungsfindung des Top Managements zur Verfügung zu stellen, ist eine Integration der Risikoberichterstattung in das bestehende Berichtswesen notwendig.
- Wesentlichkeit: Im Risikobericht ist nur über wesentliche Risiken zu berichten. Dabei hängt der Umfang und der Detaillierungsgrad der Risiken insbesondere vom Informationsbedürfnis des zu erreichenden Adressaten ab.
- Rechtzeitigkeit: Um Lücken zwischen Soll- und Ist-Risikopositionen der einzelnen Unternehmensteilbereiche sowie auf Gesamtunternehmensebene möglichst schnell schließen zu können, hat die Berichterstattung so frühzeitig wie möglich an das übergeordnete Management zu erfolgen. Plötzlich eintretende Risiken sollten im Rahmen der Ad-hoc-Berichterstattung kommuniziert werden.
- Flexibilität: Die interne Risikoberichterstattung sollte an geänderte Risikosituationen im Unternehmen anpassbar sein. Des Weiteren sollten Berichte durch verändernde Informationsbedarfe oder einem besseren Informationsangebot im Verlaufe der Zeit weiterentwickelt werden.
- Genauigkeit: Risiken sind primär nach der Art ihrer Beschreibung zu unterscheiden. Quantifizierbare Risiken sollten in Bezug auf ihre Genauigkeit mithilfe von Bandbreiten und Punktwerten unterschieden werden. Qualitative Risiken hingegen sollten unter Berücksichtigung der Informationskosten so weit wie möglich quantifiziert werden.
- Wirtschaftlichkeit: Der erwartete wirtschaftliche Nutzen der Risikoberichte sollte höher sein als der Aufwand zur Erstellung und Verwendung dieser.
- Vollständigkeit: Die Vollständigkeit der Risikoberichterstattung ist von den zu erreichenden Adressaten abhängig. Auf Ebene der Teilbereiche sind sämtliche Informationen der Teilbereichsebene aufzunehmen, auf Ebene des Gesamtunternehmens die Informationen aus Gesamtunternehmenssicht.
- Einheitlichkeit: Eine einheitliche Berichterstattung sollte mit dem Ziel der einheitlichen Kommunikation auf der einen Seite sowie zur Vergleichbarkeit von Risiken unterschiedlicher organisatorischer Einheiten auf der anderen Seite gewährleistet sein. Zudem erleichtert eine einheitliche Berichtsform und -struktur die Weiterverarbeitung und Aggregation von Risikoinformationen auf übergeordneter Managementebene.[9][10][1]

### Inhalte der internen Risikoberichterstattung
Einen bedeutenden Einfluss auf die Ausgestaltung der internen Risikoberichterstattung haben die zu erreichenden Adressaten – sowohl im Bereich der formalen Anforderungen als auch bei den Berichtsinhalten. Ein weiterer Einflussfaktor in Bezug auf die Berichtsinhalte sind die methodischen Kompetenzen der Adressaten. Aus diesem Grund unterscheiden sich interne Risikoberichte sowohl innerhalb der verschiedenen Hierarchie-Ebenen eines Unternehmens als auch von Unternehmen zu Unternehmen.
Zunächst sollte der Risikobericht sämtliche Informationen enthalten, die der übergeordneten Managementebene als Entscheidungsunterstützung dienen. Im Wesentlichen sind dabei folgende Aspekte zu berücksichtigen:
- Art, Einflussfaktoren und zeitlicher Verlauf wesentlicher Risiken
- Gefährdungspotenziale der Einzelrisiken
- Interdependenzen zwischen Einzelrisiken
- Vorschläge zur Risikoabwehr
- ergriffene Risikoabwehrmaßnahmen
- Umfang des Gesamtrisikos des Unternehmens[8][11]

Zur Darstellung der Berichtsinhalte stehen dem Unternehmen verschiedene Instrumentarien zur Verfügung, die im Folgenden näher erläutert werden.

### Instrumente der internen Risikoberichterstattung

#### Risikoidentifikationsbögen
Ein Risikoidentifikationsbogen (auch: Risikoerfassungsbogen) ist ein Hilfsmittel zur Erfassung von Risiken. Damit stellt er die Grundlage der Berichterstattung dar, da er der Aufgabe der Informationssammlung gerecht wird. Die Einzelrisiken werden einzeln in tabellarischer Form aufgelistet und entlang drei Prozessschritten des Risikomanagements, Risikoidentifikation, Beurteilung und steuerung, beschrieben. In den Identifikationsbögen werden bereits zu Beginn so viele Informationen wie möglich zusammengetragen, die dann die Grundlage für weitere Instrumente und das interne Berichtswesen im Allgemeinen bilden. Das sind beispielsweise bestehende Ursache-Wirkungs-Beziehungen, Eintrittswahrscheinlichkeit, Schadenshöhe oder Eingriffsschwellen.

#### Risikomatrix
Risikomatrizen eignen sich zur Gegenüberstellung von Einzelrisiken, um diese zu vergleichen und geeignete Maßnahmen abzuleiten. Sie sind ein verbreitetes Instrument des strategischen Risikocontrollings und werden aufgrund der Übersichtlichkeit im Berichtswesen verwendet. Weit verbreitet ist die Darstellung in einer 9-Felder-Matrix an der in Abszissenrichtung die Eintrittswahrscheinlichkeit und an der Ordinate die Schadenshöhe bei Eintreten des Risikos abgetragen sind. Dies setzt eine geeignete Bewertung der Risiken im Vorfeld voraus. Die Einzelpositionen können dann je nach Position in der Matrix bestimmten Risikoklassen zugeordnet werden. Jeder Risikoklasse können dann Maßnahmen und Vermeidungsstrategien abgeleitet werden.

#### Risikoportfolios (Risk-Maps)
Zu Beginn sei darauf hingewiesen, dass die Begriffe Risikoportfolio und Risk-Map in der Literatur unterschiedlich abgegrenzt werden. Häufig wird unterschieden, ob die Methode Risiken auf einer qualitativen Dimension einordnet und für operative Geschäftseinheiten vorgesehen ist (Risk-Map) oder aber ob Risiken quantitativ und für strategische Ebenen abbildet (Risikoportfolio). Zur Darstellung soll sich deshalb auf die Gemeinsamkeiten konzentriert werden.
Einzelrisiken werden dabei tabellarisch in einer Übersicht zusammengefasst. Es werden lediglich für die Geschäftseinheit relevante Risiken dargestellt (operative Ebene) oder zur Wahrung der Übersichtlichkeit in aggregierter Form zusammengefasst (strategische Ebene). Dabei werden die drei Prozessschritte des Risikomanagementprozesses Risikoidentifikation, -beurteilung und -steuerung in dieser Darstellungsform zusammengefasst. Die Risk-Map kommt damit der Dokumentationsaufgabe nach und es wird deutlich, dass in einem Unternehmen für jede Geschäftseinheit oder operativen Teilbereich eine eigene Risk-Map erstellt werden kann.
Bei der Aufstellung einer Risk-Map ist zu beachten, an welchen Adressaten diese gerichtet ist. Dabei ist der Zielkonflikt zwischen Übersichtlichkeit durch Aggregation der Informationen und dem Detailgrad der Informationen zu lösen. Der Detaillierungsgrad ist in diesem Zusammenhang indirekt proportional zur Ebene der Unternehmenshierarchie.
Da Risk-Maps regelmäßig in internen Berichten verwendet werden, müssen diese immer wieder erneuert werden. Es werden neue Risiken aufgenommen oder bestehende neu bewertet. Damit wird sichergestellt, dass der jeweilige Adressat die aktuellsten Informationen erhält und aufgrund des standardisierten Aufbaus einen Zeitvergleich anstellen kann. Risk-Maps überzeugen somit mit ihrer strukturierten Darstellungsform. Aufgrund der Abbildung von Einzelrisiken ist bei diesem Instrument jedoch die kausalen Abhängigkeiten dieser Risiken untereinander zusätzlich zu beachten.

#### Risk-Cards
Risk-Card (einfach)
Diese Form der Darstellung übernimmt Elemente der bereits genannten Instrumente und verbindet diese zu einer Übersicht von Einzelrisiken je Geschäftseinheit. Diese Art der Zusammenfassung ist ein Hilfsmittel zur Entscheidungsunterstützung sowohl auf strategischer als auch operativer Ebene.
In tabellarischer Form werden je Risiko Aussagen zur Risikoidentifikation, -beurteilung und -bewertung getroffen. Außerdem werden die Ursache-Wirkungs-Zusammenhänge beschrieben sowie Auswirkungen für die operative Einheit als auch auf das Gesamtunternehmen definiert. Zur besseren Einordnung und Vergleichbarkeit wird das Risiko weiterhin in einer Risikomatrix abgetragen.
Balanced Chance- & Risk-Card
Eine Chancen- und Risiko-Karte kommt der Anforderung nach, auch Chance in die Berichterstattung aufzunehmen, um geeignete Maßnahmen und Entscheidungen abzuleiten. Dieses Instrument aggregiert risikorelevante Daten und setzt sie mit weiteren strategischen Unternehmensdaten in Bezug. Dabei werden die folgenden Informationskategorien in einer Übersicht zusammengetragen: Strategische Ziele, Kennzahlen & Indikatoren, Risikodaten und dazugehörige Maßnahmen. Die gemeinsame Zielgröße ist dabei der Unternehmenswert, der sich durch die ermittelten Chancen und Risiken sowohl positiv als auch negativ verändern kann. Damit ergibt sich bei der Verwendung dieses Instrumentes der große Vorteil, dass die strategische Planung (zum Beispiel Jahresplanung) durch die Verknüpfung mit den Chancen und Risiken während des Berichtszyklus regelmäßigen überprüft werden kann.

### Mehrdimensionalität der internen Risikoberichterstattung
Die Mehrdimensionalität interner Risikoberichte zeigt sich zunächst in der möglichen Aufteilung nach Funktionen, Regionen und Segmenten. Ein funktionsspezifischer Risikobericht lässt sich anhand der „Wertkette des Unternehmens“ bestimmen und in Primär- und Sekundärfunktionen einteilen. Der regionsspezifische Risikobericht hingegen liefert Informationen zur geografischen Herkunft von Risiken. Gliedert sich der Risikobericht nach verschiedenen Segmenten, so wird in diesem Bericht dargestellt, in welcher Geschäftseinheit oder in welchem Geschäftsfeld die Risiken bestehen. Dabei sollten auch die Interdependenzen der Risiken zwischen den einzelnen Geschäftsfeldern berücksichtigt werden, sodass ein Unternehmensportfolio entsteht, welches mit der Risikogesamtposition des Unternehmens vereinbar ist.
Eine weitere Aufteilung der Risiken kann in Einmalrisiken, Geschäftsrisiken sowie strategischen Risiken erfolgen. Dabei sind Einmalrisiken beispielsweise Produktionsausfallrisiken oder Force Majeure-Risiken. Unter Geschäftsrisiken können z. B. Währungsrisiken oder die Verzögerung der Einführung eines neuen Produktes fallen. Unter strategischen Risiken können u. a. das Aufkommen von Substituten durch einen Technologiesprung verstanden werden.
Die Verknüpfung verschiedener Dimensionen kann in nachfolgender Matrix dargestellt werden:

### Hierarchie-Ebenen der internen Risikoberichterstattung
Die Berichtshierarchien unterscheiden sich je nach Struktur und Größe des Unternehmens. Da jeder Berichtsempfänger einen anderen Informationsbedarf hat und nicht mit Informationen überflutet werden sollte, muss der Informationsbedarf zunächst analysiert werden. Dabei ist mit zunehmender Berichtshierarchie eine zunehmende Risikoaggregation zu beobachten. In diesem Zuge wird auch von einer sog. „Berichtspyramide“ gesprochen, da mehrere Risikoberichte zu einem Unternehmensrisikobericht im Rahmen der Bottom-up Verdichtung zusammengefasst werden. Durch die Drill-Down Möglichkeiten wiederum erhalten die unteren Hierarchie-Ebenen eine Rückmeldung über ihre Risikopositionen und eine Beurteilung über ihre Entscheidungen. In der Regel können im Unternehmen drei Hierarchie-Ebenen abgebildet werden:
Ebene 1: Untere Management-Ebene bzw. Operative Einheiten
Die Mitarbeiter der unteren Management-Ebene bzw. der operativen Einheiten sind zuständig für die systematische und regelmäßige Erhebung der notwendigen Risikoinformationen. Sie sollten ein ausgeprägtes Risikoverständnis besitzen und führen im Rahmen ihrer Arbeitsprozesse regelmäßige Kontrollen durch und grenzen das Risiko ein, dass vorgegebene Ziele nicht erreicht werden. Festgestellte Abweichungen oberhalb der individuell festgelegten Wesentlichkeitsgrenze sind in den Bericht mitaufzunehmen. Im Vergleich zum übergeordneten Management benötigt die operative Ebene vor allem detaillierte und eher qualitative Aussagen über die Risikoursachen. Die Verarbeitung und Dokumentation der Risiken erfolgt meist mithilfe von Risikoerfassungsbögen, die wiederum in Risikoportfolios und Risikoinventare zusammengefasst werden können. Nach Erstellung des Risikoberichtes wird dieser an das übergeordnete Management weitergeleitet.
Ebene 2: Mittleres Management bzw. Zentrales Risikomanagement
Das mittlere Management bzw. das zentrale Risikomanagement ist Empfänger und Ersteller von Risikoberichten zugleich. Als Berichtsempfänger sammelt es zunächst sämtliche Risikoinformationen aus der operativen Ebene und entscheidet über geeignete Maßnahmen zur Risikosteuerung. Als Berichtsersteller führt das mittlere Management eine angemessene Aggregation der Risiken für das Top Management durch. Diese lassen sich z. B. durch hoch verdichtete Berichte in Form einer Balanced Chance & Risk Card abbilden. Top-down ist das mittlere Management für die Umsetzung der Zielvorgaben durch das Top Management verantwortlich. Zum einen informiert es nachgeordnete Hierarchieebenen über Änderungen der zu erhebenden Risikoinformationen als auch über Änderungen der Bereichsziele im Unternehmen.
Ebene 3: Top Management
Das Top Management ist der primäre Adressat von Risikoberichten und verantwortlich für das gesamte Risikomanagement sowie für die Überwachung der untergeordneten Hierarchieebenen. Es nutzt die Risikoberichte zur bereichsübergreifenden Steuerung des Risikomanagements. Hierzu werden über alle Dimensionen hinweg sämtliche Risiken in einem Unternehmensrisikobericht zusammengefasst. Als oberstes Entscheidungsorgan ist das Top Management für die Ausgestaltung der Risikoberichterstattung sowie für die Festlegung von Wesentlichkeitsgrenzen verantwortlich. Diese können sowohl absolute Größen, z. B. die Summe der Schadenserwartungswerte einer Unternehmenseinheit, als auch relative Größen, z. B. der Value at Risk in Relation zum Portfoliowert, sein. Des Weiteren leistet das Top Management ggf. selbst eine Berichterstattung an den Aufsichtsrat oder Beirat. Dieser stellt das Kontrollgremium eines Unternehmens dar und sollte über die Überwachungsmaßnahmen sowie deren Wirksamkeit informiert werden.
Die Informations- und Kommunikationswege der internen Risikoberichterstattung können wie folgt zusammengefasst werden:

### Häufigkeit der internen Risikoberichterstattung

#### Standardberichterstattung
In vorher festgelegten fixen Zeitintervallen werden regelmäßig Risikoberichte erstellt. Zur besseren Vergleichbarkeit der Zeitpunkte und der Darstellung der Veränderungen einzelner Risiken im Zeitverlauf weisen diese Regelberichte eine systematische und wiederkehrende Form auf. Es werden sowohl das komplette Risikoinventar als auch besondere Einzelrisiken betrachtet.
Standardberichte erfüllen dabei die Aufgaben der regelmäßigen Dokumentation. Die Häufigkeit richtet sich nach den einzelnen Risiken im Bericht selbst und kann in Form von Tages-, Wochen-, Monats- oder Quartalsberichten auftreten.

#### Ad-hoc-Berichterstattung
Die Erstellung eines Ad-hoc-Berichtes wird durch ein besonderes Ereignis ausgelöst. Dieses Ereignis ist entweder das Eintreten des Risikos selbst, wobei das Unternehmen dann seinen Dokumentationspflichten nachkommt, oder das Erreichen eines vorher definierten Grenzwertes (auch: Trigger oder Schwelle) zur Erkennung des Risikos und dem damit verbundenen Auslösen von Abwehrmaßnahmen. Der Trigger stellt auch sicher, dass die Empfänger des internen Risikoberichtes nur relevante und vorselektierte Informationen erhalten. Da diese Form des Berichtes eine Eilbedürftigkeit aufweist, wird er parallel zu den Standardberichten erstellt. Damit wird die Zeit zwischen dem Ereignis und dem fertigen Bericht stark verkürzt. Die Häufigkeit hängt damit vom Ereignis ab und weist keine Regelmäßigkeit auf.

## Anwendungsprobleme in der Praxis und Ansätze zur Optimierung
Die interne Risikoberichterstattung als Teil eines funktionierenden Risikomanagements ist ein systematischer und fest verankerter Prozessschritt. Die Berichterstattung benötigt die Informationen des Risikomanagementprozesses, verarbeitet diese adressatenbezogen und kommuniziert sie in Berichtsform weiter. Dies bindet nicht nur personelle und zeitliche Ressourcen, sondern bedarf auch der vorherigen Implementation der beschriebenen Prozessschritte.
Für kleinere und mittlere Unternehmen (KMU) sind diese Prozesse häufig zu komplex, zu zeitaufwändig oder es fehlen ausreichend personelle Kapazitäten. Anstatt eines Risikomanagementsystems inklusiver einer regelmäßigen Berichterstattung, werden Risiken von der Geschäftsleitung häufig unsystematisch erfasst und nur selten intern kommuniziert.
Weiterhin kann es während der Informationsübermittlung zu Problemen kommen, die die Risikokommunikation stören. Neben einfachen Übermittlungsfehlern (z. B. Sprachbarrieren oder Druckfehler), kann es zu Fehlinterpretation der empfangen Informationen oder zu einer fehlenden Akzeptanz durch den Empfänger kommen. Die Offenheit der Unternehmenskultur sowie die Aufklärung der gesamten Belegschaft über das Risikomanagementsystem durch die Verantwortlichen kann zur Minimierung der Probleme (Störfaktoren) beitragen. Die Kommunikation der Risiken in klarer und verständlicher Sprache sowie die Aufbereitung komplexer Zusammenhänge für den Zweck des Adressaten unterstützen den Erfolg des Risikoberichtes.
Das Risikomanagement (inkl. Risikoberichterstattung) ist nur einer von mehreren Managementprozessen im Unternehmen. Er ist deshalb in bestehende Managementprozesse zu integrieren und mit diesen abzustimmen, da gegenseitige Abhängigkeiten vorhanden sind. So sollten beispielsweise interne Risikoberichte an bereits etablierte Berichtsabläufe angeglichen werden. Darüber hinaus ist darauf zu achten, dass auch das Risikoberichtssystem Abhängigkeiten unterliegt, da etwa interne Berichte die Grundlage für die externe Risikoberichterstattung bilden. Die vorherrschende Unternehmenskultur (inkl. Risikokultur) legt die Akzeptanz der internen Berichte fest oder kann durch die Qualität des Berichtes beeinflusst werden. Solche Interdependenzen innerhalb eines Managementprozesses oder auf unternehmerischer Ebene sollten berücksichtigt werden, um neue Prozesse erfolgreich zu integrieren, bestehende zu optimieren und Hemmnisse abzubauen.